# 白虎山
白虎山，又名白花山，位於香港打鼓嶺，在打鼓嶺警署東北面1.5哩，俯視中港邊界。